# Dropbox
Dropbox es un servicio de alojamiento de archivos multiplataforma en la nube, operado por la compañía estadounidense Dropbox. El servicio permite a los usuarios almacenar y sincronizar archivos en línea y entre ordenadores y compartir archivos y carpetas con otros usuarios y con tabletas y móviles.  Existen versiones gratuitas y de pago, cada una de las cuales tiene opciones variadas. La versión móvil está disponible para Android, Windows Phone, Blackberry e iOS (Apple). Actualmente cuenta con más de 500 millones de usuarios registrados en todo el mundo.

## Funcionalidad
El servicio "cliente de Dropbox" permite almacenar a los usuarios cualquier archivo en una carpeta asignada. Ese archivo se sincroniza en la nube y en todas las demás computadoras del cliente de Dropbox. Los archivos en la carpeta de Dropbox pueden entonces ser compartidos con otros usuarios de Dropbox, ser accesibles desde la página Web de Dropbox o bien ser compartidos mediante un enlace web de descarga directa, al que se puede acceder tanto de la versión web como desde la ubicación original del archivo en cualquiera de los ordenadores en las que se encuentre. Asimismo, los usuarios pueden grabar archivos manualmente por medio de un navegador web.
Si bien Dropbox funciona como un servicio de almacenamiento, se centra en sincronizar y compartir archivos, y con un sistema que también permite hacerlo mediante usb. Además, posee soporte para historial de revisiones, de forma que los archivos borrados de la carpeta de Dropbox pueden ser recuperados desde cualquiera de los dispositivos sincronizados. Guarda hasta las últimas 4 versiones de cada fichero, por lo que no solo permite recuperar archivos borrados, sino versiones anteriores de un archivo que hayamos modificado. También existe la funcionalidad de conocer la historia de un archivo en el que se esté trabajando, permitiendo que una persona pueda editar y cargar los archivos sin peligro de que se pierdan las versiones previas. El historial de los archivos está limitado a un período de ""30 días"", aunque existe una versión de pago que ofrece el historial "ilimitado". El historial utiliza la tecnología de delta encoding. Para ahorrar ancho de banda y tiempo, si un archivo en una carpeta Dropbox de un usuario se modifica, Dropbox solo carga las partes del archivo que han sido cambiadas cuando se sincroniza. Si bien el cliente de escritorio no tiene restricciones para el tamaño de los archivos, los archivos cargados por medio de la página Web están limitados a un máximo de 20 GB cada uno. Dropbox utiliza el sistema de almacenamiento S3 de Amazon para guardar los archivos y SoftLayer Technologies para su infraestructura de apoyo.

## Cuentas
Hay tres tipos de cuentas, la cuenta gratuita “Free” que es la primera, la segunda  “Pro” y la tercera empresarial “Business” que son de pago. Las diferencias están en la cantidad de espacio que se puede utilizar: la gratuita, tiene una capacidad inicial de 2 GB llegando hasta 16 GB (500 MB cuando una persona invitada por el usuario para utilizar Dropbox instala en su equipo la aplicación cliente correspondiente), el plan Pro con capacidad de 1 TB, mientras su versión empresarial se ofrece con una capacidad desde 5 TB que también incluye herramientas para la administración en equipo. Los precios de la cuenta de pago son de $9.99 dólares estadounidenses mensuales por la versión Pro10, mientras que la versión empresarial varía según el número de miembros del equipo, y va desde $795/año por una persona, hasta $31420/año, por más de 250 personas.
Si te registraste mediante un "referral", o un enlace de un usuario, recibes 500 MB extra gratis, sumado a un total de 2,5 GB.
Los vínculos que usan más de 20 GB por día para las cuentas básicas (gratuitas) y 200 GB por día para las cuentas Pro y para empresas (de pago), se suspenden automáticamente.

## Seguridad
La sincronización de Dropbox usa transferencias SSL y almacena los datos mediante el protocolo de cifrado AES-256.
Dropbox se anuncia diciendo que ni siquiera los empleados tienen acceso a los datos guardados. Se ha demostrado varias veces que esto no es verdad ya que el hecho de que los datos se puedan ver duplicados es incompatible con que no tengan acceso. Además, el 20 de junio de 2011, se pudo comprobar durante 4 horas que se podía acceder a cualquier cuenta, lo que permitió demostrar la falta de seguridad de Dropbox. Además de lo anterior, hay que tener en cuenta que los datos se envían a la nube, almacenándose en lugares y países indeterminados, los responsables de Dropbox no firman un contrato de prestación de servicios con quien les confía sus ficheros, pudiéndose estar incumpliendo la Ley Orgánica 15/99 de Protección de Datos de Carácter Personal que tan sólo permite almacenar los datos en territorio de la UE.

## Historia
Ante la necesidad de mantener vinculados los archivos que se almacenaban en la nube con los resguardos en un dispositivo ya sea una pc o laptop, Dropbox nació en junio de 2007. Fueron Drew Houston y Arash Ferdowsi sus fundadores, alumnos del MIT (Massachusetts Institute of Technology) que encontraron una oportunidad al ver que mucha gente continuaba usando el correo electrónico como sistema para compartir contenido, sin una opción sencilla para guardar, sincronizar y compartir archivos. Esta plataforma no solo tiene las funciones de guardar cualquier tipo de datos, tiene la función también de compartir con dos o más usuarios y poder sincronizar con algún dispositivo al que esté viculada la cuenta de usuario.   
Recibieron una financiación inicial de Y Combinator, cuando aún estaban disponibles en getdropbox.com. En octubre de 2009 adquirieron su dominio actual, con el que celebraron un 14,14% del mercado mundial de clientes de su servicio de copias de seguridad (basado en el número de instalaciones) en 2011.
Dropbox cuenta con más de 101 millones de usuarios y tiene presencia en 175 países. La compañía recibió capital semilla de Y Combinator y de Sequoia Capital. Desde el 18 de abril de 2011, Dropbox anuncia que, además de en inglés, está disponible en español, alemán, japonés y francés.

## Colaboración con otras aplicaciones web
Es posible acceder a la información de Dropbox desde otras aplicaciones gracias al API REST. Existen plugins para Drupal, WordPress y Joomla!.

## Críticas

### Dropbox, PRISM y el caso Edward Snowden
Dropbox fue señalada, entre otras compañías desarrolladoras de productos de tecnología informática de punta, como una de las involucradas dentro del programa de vigilancia electrónica de alto secreto (Top Secret) PRISM, a cargo de la Agencia de Seguridad Nacional (NSA) de los Estados Unidos, según los informes y documentos filtrados por el ex informante y empleado de la Agencia Central de Inteligencia (CIA), Edward Snowden en junio de 2013.

### Entrada de Condoleezza Rice en el consejo de administración
El 9 de abril de 2014, Condoleezza Rice ―quien entre 2005 y 2009 fue secretaria de Estado del Gobierno de Estados Unidos durante la presidencia de George W. Bush― entró en el consejo de administración. Ella está a favor de los pinchazos de información sin orden judicial de la Agencia de Seguridad Nacional de Estados Unidos.